# Carex exsalina
Carex exsalina är en halvgräsart som beskrevs av Ernest Lepage. Carex exsalina ingår i släktet starrar, och familjen halvgräs.
Artens utbredningsområde är Québec. Inga underarter finns listade i Catalogue of Life.